# Clarita Panach
Clara Panach Ramos (Alboraia, març de 1898 - València, juliol de 1982), coneguda amb el nom artístic Clarita Panach, va ser una artista valenciana que es va dedicar al teatre amb gran èxit. Era filla de Pedro Matias Panach Giner i de Clara Ramos Torres. Tenia quatre germans: Emili Panach Ramos, Luis, Eduardo i Amparo. Està sebollida al cementeri de València.